# Abertzale
En llengua basca o èuscar, el terme abertzale significa «amant de la pàtria» o «partidari de la pàtria». Prové de la fusió del terme «Aberri(a)» (pàtria, un neologisme creat per Sabino Arana) amb el sufix «-(t)zale» (el que estima, és amic de, aficionat a o es dedica a quelcom). El seu ús i la seva significació, fora del basc, és molt dependent de l'àmbit geogràfic en què s'utilitza.
Tot i que la traducció més literal al català seria «patriota», se sol utilitzar com a equivalent de "nacionalista basc". No obstant això, en el llenguatge polític de fora del País Basc, s'utilitza sovint i de forma errònia per a referir-se específicament als membres i simpatitzants d'Herri Batasuna, encara que totes les formacions nacionalistes basques també es reconeixen com a abertzales. Els motius pels quals s'ha arribat a aquest ús restringit del terme poden ser:
- L'àmplia utilització que els militants i simpatitzants d'Herri Batasuna van fer del terme, fins i tot en la denominació oficial dels grups parlamentaris que ha tingut aquesta organització en les diferents cambres de representació parlamentària. Tanmateix, val a dir que l'entorn d'HB generalment matisa i s'autodefineix com a "esquerra abertzale", alhora que considera igualment abertzales altres formacions basques com Eusko Alkartasuna o el mateix PNB.
- El fet que els seguidors del Partit Nacionalista Basc s'anomenin a si mateixos amb més freqüència jeltzales que no pas abertzales.
- Així mateix, en haver estat vinculats diversos partits de l'esquerra abertzale (Herri Batasuna, Batasuna, Euskadiko Ezkerra, Acció Nacionalista Basca) amb el grup terrorista (ETA), al llarg de la seva història o en algun moment d'aquesta , socialment i en alguns mitjans de comunicació espanyols el terme abertzale, com a sinònim d'«esquerra abertzale», ha quedat lligat a l'activitat «radical» d'aquesta organització,

## Utilització històrica del terme
Diverses entitats i organitzacions utilitzen el terme abertzale en el seu nom:
- Euskal Herria Bildu (EH Bildu) és una coalició independentista formada per alguns partits de l'esquerra abertzale, incloent Aralar, Eusko Alkartasuna, Sortu i la plataforma Alternatiba.
- Abertzaleen Batasuna (Unió d'Abertzales): partit polític d'Iparralde.
- Emakume Abertzale Batza: secció femenina del PNB, il·legalitzada per la junta rebel de Burgos durant la Guerra Civil espanyola l'any 1936.
- Euskal Abertzaletasunaren Museoa (Museu del Nacionalisme Basc).
- Ezker Mugimendu Abertzalea: partit polític d'Iparralde.
- Gazte Abertzaleak, GA (Joves Abertzales): joventuts del partit Eusko Alkartasuna.
- Koordinadora Abertzale Sozialista, KAS (Coordinadora Abertzale Socialista).
- Ikasle Abertzaleak, IA (Estudiants Abertzales) Principal sindicat estudinatil en les universitats EHU/UPV i NUP/UPN.
- Langile Abertzaleen Batzordeak, LAB (Comissions d'Obrers Abertzales): un dels principals sindicats bascos.
- Ezker Abertzalea (Esquerra Abertzale).
- Nafarroako Sozialista Abertzaleak (Socialistes Abertzales de Navarra) i Araba, Bizkaia eta Gipuzkoako Sozialista Abertzaleak (Socialistes Abertzales d'Àlaba, Guipúscoa i Biscaia): noms que han tingut els grups parlamentaris de Batasuna i Euskal Herritarrok en diferents parlaments.

- Oldartzen, col·lectiu polític d'Iparralde d'ideologia abertzale i d'esquerres fundat el 1989 i fusionat el 1994 amb Patxa per crear Herriaren Alde